# Chu Mục vương
Chu Mục Vương (chữ Hán: 周穆王; 1027 TCN - 922 TCN) là vị quân chủ thứ năm của nhà Chu trong lịch sử Trung Quốc. Ông trị vì từ năm 976 TCN đến năm 922 TCN, tổng cộng 54 năm.
Thời kì Chu Mục vương, việc triều chính được củng cố lại những thiếu sót từ thời cha ông là Chu Chiêu Vương. Ông dùng Bá Quýnh làm chức Thái bộc, củng cố lại việc triều đình, tự đem quân chinh phạt thắng lợi ở nhiều nơi. Từ đó nhà Chu lại hưng thịnh, thiên hạ yên ổn như các đời trước. Ông được liệt vào hàng ngũ bá vương trước thời Xuân Thu, cùng với Hạ Khải, Thành Thang, Chu Vũ vương, Chu Thành vương, Chu Khang vương, Tề Hoàn công và Tấn Văn công, hợp xưng làm Lục vương Nhị công (六王二公).

## Thân thế
Chu Mục vương tên thật là Cơ Mãn (姬滿). Ông là con trai Chu Chiêu vương Cơ Hà, vị quân chủ thứ tư của nhà Chu. Mẹ ông là Phòng hậu (房后), chính cung của Chiêu vương, hậu duệ của Đan Chu, con trưởng của Đế Nghiêu.
Năm 977 TCN, Chu Chiêu vương tuần du phương nam bị chết đuối, Thái tử Mãn lên ngôi. Theo Sử ký, khi lên ngôi, ông đã 50 tuổi.

## Trị vì
Chu Mục vương muốn mang quân đánh bộ tộc Đại Nhung, Sái công Mưu Phủ can ngăn không nên. Tuy nhiên, Mục vương không nghe, vẫn ra quân đánh Đại Nhung, kết quả không thu được chiến tích. Từ đó các bộ tộc ở nơi xa xôi không thần phục, họ không đến triều cống nhà Chu nữa.
Ông tự đem quân đi đánh dẹp thắng lợi ở nhiều nơi. Phía Tây và phía Bắc, ông thân chinh chinh đánh Khuyển Nhung, "bắt được 5 vua của họ, đi qua phía Tây tới chỗ Thanh Điểu nghỉ chân" (có lẽ là núi Tam Nguy). Ở phía đông, ông khởi 9 đạo quân tiến đến Cửu Giang, chinh phạt nước Việt, tiến tới đất Hu. Ở phía Nam, Mao bá Thiên đem quân đánh bại quân Kinh Sở ở đất Tế. 
Trúc thư kỷ niên chép "Năm thứ 17... Khi tây chinh, dấu chân Vương đã rải khắp thiên hạ, cả thảy đi được 1 ức 9 vạn dặm"
Thấy các chư hầu không phục, Sái công Mưu Phủ lại khuyên Mục vương chấn chỉnh hình pháp để vỗ yên thiên hạ. Mục vương nghe theo, bèn ra lệnh cho phép mọi người dùng tiền để chuộc tội:
- 100 tiền cho tội mạc hình (lấy dao rạch mặt rồi bôi mực vào) – có 1000 điều.
- 200 tiền cho tội ti hình (cắt mũi) – 1000 điều.
- 330 tiền cho tội phi hình (cắt chân) – 500 điều.
- 500 tiền cho tội cung hình (nam bị thiến, nữ bị giam vào cung làm nô lệ) – 300 điều.
- 1000 tiền cho loại đại tích hình (chém đầu) – 300 điều.

Tuy nhiên, việc chuộc tội chỉ áp dụng với những án còn nghi ngờ. Những người nghèo bị nghi phạm tội không có tiền chuộc thì bị lãnh án, còn người giàu có thể dùng tiền để thoát tội.
Năm 922 TCN, Chu Mục vương qua đời. Ông ở ngôi khoảng 55 năm, thọ 105 tuổi. Thái tử Cơ Hỗ lên nối ngôi, tức là Chu Cung vương.
Theo truyền thuyết, ông là người đầu tiên đến Côn Luân, phát hiện ra cung điện bằng ngọc của Hoàng Đế, vị vua thần thoại và là người sáng tạo ra nền văn hóa Trung Hoa. Ngoài ra còn có thuyết rằng ông đã gặp Tây Vương Mẫu, mà đỉnh cao sự sùng bái tôn thờ bà đã diễn ra vào thời nhà Hán, nơi ở thần thoại của bà cũng nằm trong dãy núi này.